# Pauline Phillips

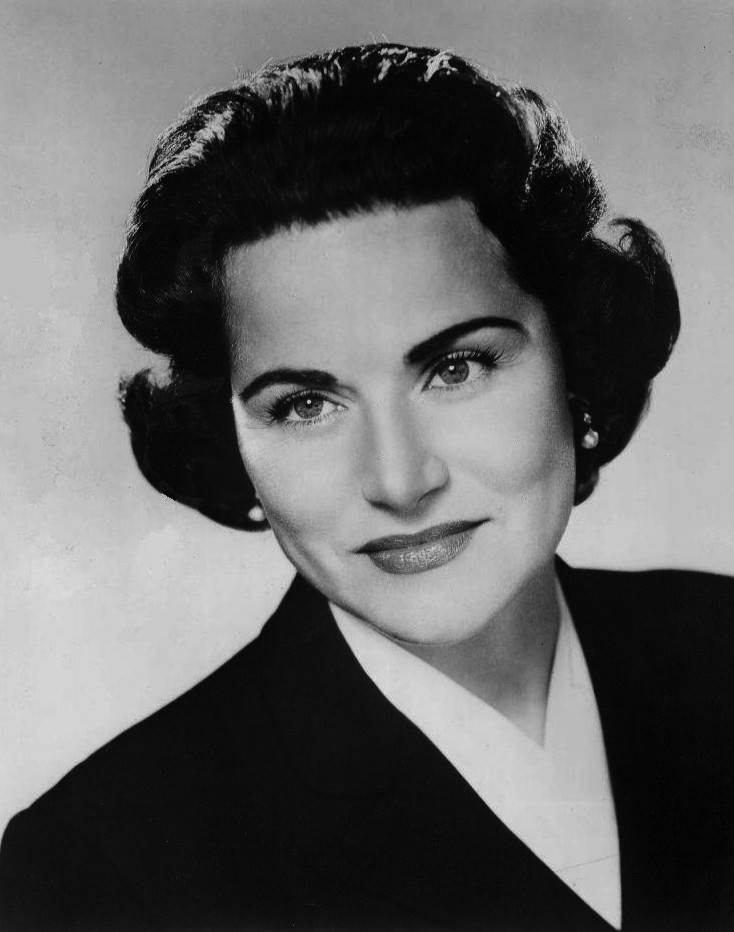
Pauline Phillips 1961

Pauline Esther Phillips, geborene Friedman (* 4. Juli 1918 in Sioux City, Iowa; † 16. Januar 2013 in Minneapolis), bekannt unter dem Pseudonym Abigail Van Buren, war eine amerikanische Kolumnistin und Radiomoderatorin, deren Lebenshilfekolumne in über 1400 Zeitungen unter dem Titel Dear Abby abgedruckt wurde. Ihre Leserschaft wird auf über 100 Millionen geschätzt.
Pauline Esther und ihre eineiige Zwillingsschwester Esther Pauline beantworteten ab Mitte der 1950er Jahre in US-Zeitungen als Lebensratgeber Leserbriefe und waren 1960 die meistgelesenen Autorinnen der USA. Die Kolumne wurde in bis zu 1400 Zeitungen abgedruckt und erreichte damit mehr Leser als jede andere Kolumne ihrer Zeit. Pauline Phillips firmierte unter dem Künstlernamen Abigail Van Buren. Ihre Kolumne hieß Dear Abby, die ihrer Schwester Esther Ask Ann Landers. Von 1963 bis 1975 moderierte Phillips täglich die Radioshow Dear Abby. auf CBS.

## Leben
Pauline Friedman (Spitzname „Po-po“) kam als Tochter jüdischer russischer Einwanderer in Sioux City zur Welt. Ihre Mutter war Rebecca Friedman (geb. Rushall). Ihr Vater, Abraham B. Friedman, betrieb eine Kette von Filmtheatern.
„Ich war sehr selbstbewusst. Gleichaltrige kamen zu mir, um mich um Rat zu fragen. Ich habe das von meiner Mutter geerbt, die Fähigkeit, zuzuhören und anderen Leuten bei ihren Problemen zu helfen. Von meinem Vater habe ich den Sinn für Humor.“

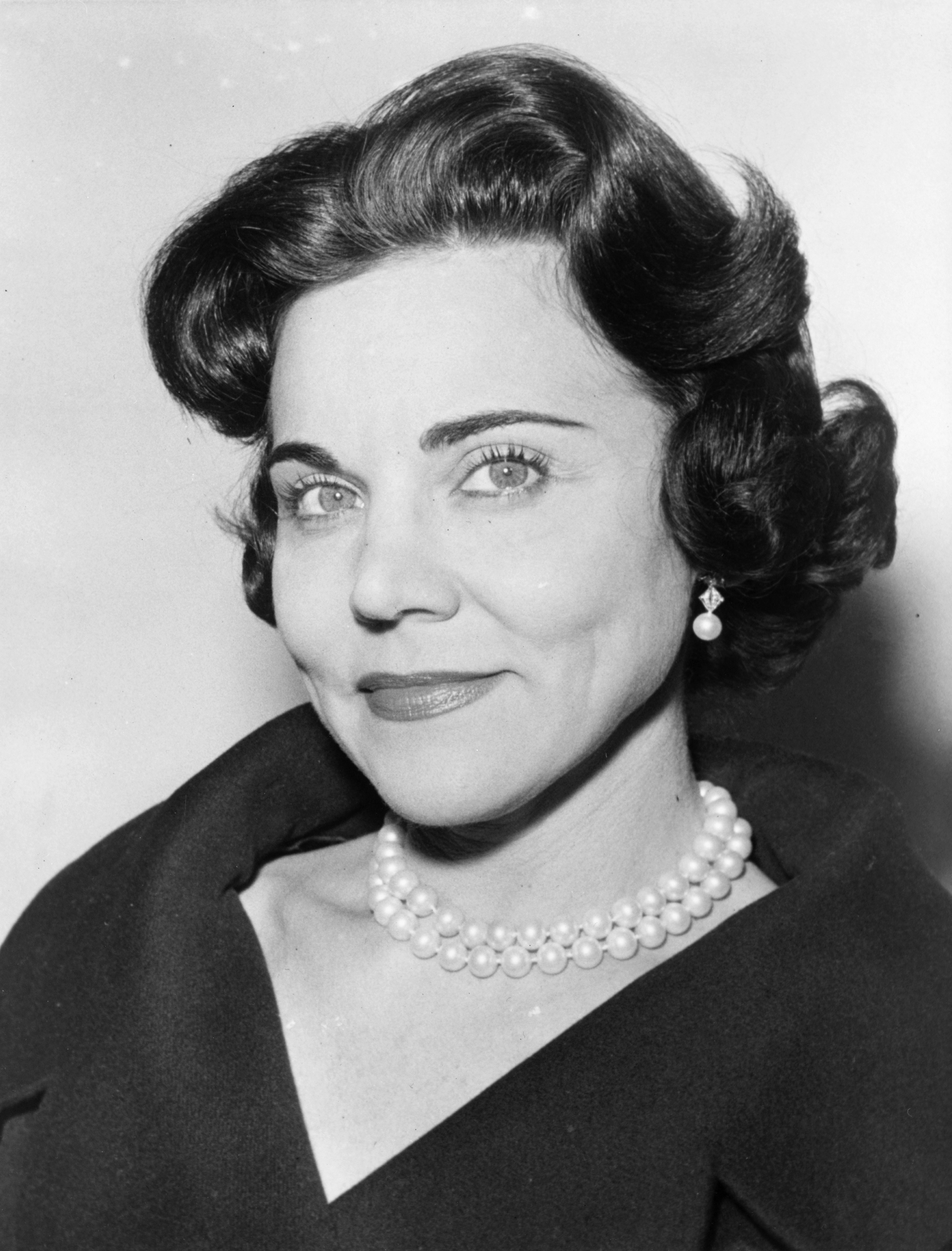
Paulines Zwillingsschwester, die Kolumnistin Ann Landers 1961

Pauline und ihre Zwillingsschwester studierten beide Journalismus und Psychologie und schrieben zusammen eine Klatsch-Kolumne für die Studentenzeitung. Beide spielten Violine. Beide heirateten in einer Doppelhochzeit. Mit ihrem Ehemann Morton Phillips aus Minneapolis hatte Pauline zwei Kinder, Edward Jay Phillips und Jeanne Phillips.
Im Alter von 37 zog die Familie in die Gegend von San Francisco. Phillips rief bei der dortigen Tageszeitung San Francisco Chronicle an und gab vor, bessere Ratgebertexte schreiben zu können als das, was sie in dieser Zeitung so läse. Sie legte dem Redakteur Stanleigh „Auk“ Arnold ihre bescheidenen Qualifikationspapiere vor, dieser gab ihr einige Leserbriefe mit, mit dem Vorschlag, innerhalb einer Woche Antworten zu formulieren. Pauline Phillips kam bereits eineinhalb Stunden nach dem Treffen zurück in die Redaktion und wurde sofort angestellt.
Ihren Künstlernamen Abigail Van Buren wählte sie nach der Prophetin Abigail im Alten Testament aus, zu der David sagt:
„Gesegnet seien deine Ratschläge, und gesegnet seist du.“
Wegen der erfolgreichen Bewerbung kam es zu einer lebenslangen Verstimmung zwischen den Zwillingsschwestern. Ihre Schwester warf ihr vor, sich nicht mit ihr abgesprochen zu haben. Sie begann selbst eine Ratgeberkolumne zu schreiben und versuchte 1956, mit einem Preisdumping Pauline aus manchen Zeitungen zu verdrängen. Erst 1964 kam es zu einer offiziellen Aussöhnung. 1958 waren die beiden die meistgelesenen Autorinnen der USA.
Beide Kolumnistinnen betraten journalistisches Neuland, denn sie griffen ein weites Spektrum von Leserfragen auf und beantworteten sie mit spitzer Feder. In den Anfangsjahren kamen bis zu 9000 Briefe wöchentlich auf die Autorinnen zu. Die New York Times beschreibt in ihrem Nachruf auf Pauline Phillips den Stil und die Themenvielfalt der beiden als modern. Sie hätten den weinerlichen Mief des Viktorianischen Zeitalters der früheren Kolumnisten hinter sich gelassen und würden das nüchterne 20. Jahrhundert bedienen. Phillips galt dabei als liberal in ihren Veröffentlichungen, aber konservativ im Privatkreis. Auf die Frage einer Leserin, ob das 4 kg schwere Baby ihrer Schwiegertochter nicht zu schwer für ein Frühchen sei, denn ihr Sohn habe erst vor fünf Monaten geheiratet, antwortete Phillips:
„Das Baby kam genau richtig. Die Hochzeit war zu spät. Vergiss es.“
Beide Schwestern waren für ihre knappen und direkten Antworten bekannt.
Leserfrage: „Dear Abby! Welches Heilmittel gibt es für einen seit 33 Jahren verheirateten Mann, der immer noch nicht die Finger von anderen Frauen lassen kann?“
Antwort: „Rigor mortis“ (Totenstarre)
Leserfrage: „Dear Abby! Was ist besser: mit einem Widerling auf den Schulball gehen oder zuhause hocken bleiben?“
Antwort: „Geh mit dem Widerling hin, und schau dir die frischen Pflänzchen an.“ (Go with the creep, and look over the crop.)
Phillips war Ehrenmitglied in Women in Communications, dem American College of Psychiatrists und dem National Council of Jewish Women. Sie schrieb sechs Bücher: Dear Abby, Dear Teenager, Dear Abby on Marriage, Where Were You When President Kennedy was Shot? The Dear Abby Wedding Planner und The Best of Dear Abby. The Dear Abby Show lief über 12 Jahre im CBS Rundfunk.

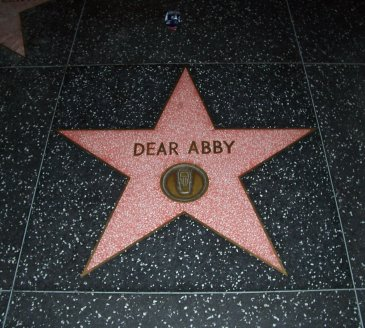
Hollywood Walk of Fame-Stein zur Erinnerung an Phillips’ Radiosendung

2002 wurde bei Phillips die Alzheimer-Krankheit diagnostiziert, sodass ihre Tochter Jeanne die Kolumne Dear Abby weiter führte. Sie war seit 1987 Co-Autorin gewesen. Pauline Phillips starb am 16. Januar 2013 im Alter von 94 Jahren.

## Bücher über Dear Abby
- Virginia Aronson: Ann Landers and Abigail Van Buren. Women of achievement. Chelsea House Publishers, Philadelphia 2000, ISBN 0-7910-5297-4. (engl. Kinderbuch)
- Janice Pottker, Bob Speziale: Dear Ann, Dear Abby: The Unauthorized Biography of Ann Landers and Abigail Van Buren. Dodd, Mead, New York 1987, ISBN 0-396-08906-2.

## Bücher von Dear Abby
- Dear Abby. Illustrated by Carl Rose. Prentice-Hall, Englewood Cliffs, N.J. um 1958.
- Dear teen-ager. Illustrated by Roy Doty. B. Geis Associates; Vertrieb: Random House, New York um 1959.
- Dear Abby on marriage. McGraw-Hill, New York um 1962.
- The Best of Dear Abby. Andrews and McMeel, Kansas City 1981, ISBN 0-8362-7907-7.
- Dear Abby on planning your wedding. Andrews and McMeel, Kansas City, Mo. 1988, ISBN 0-8362-7943-3.
- Where were you when President Kennedy was shot?: memories and tributes to a slain president as told to Dear Abby. Andrews and McMeel, Kansas City, Mo. 1993, ISBN 0-8362-6246-8.